# モーニングサイド・ハイツ (マンハッタン)
座標: 北緯40度48分37秒 西経73度57分24秒 / 北緯40.8102度 西経73.9566度

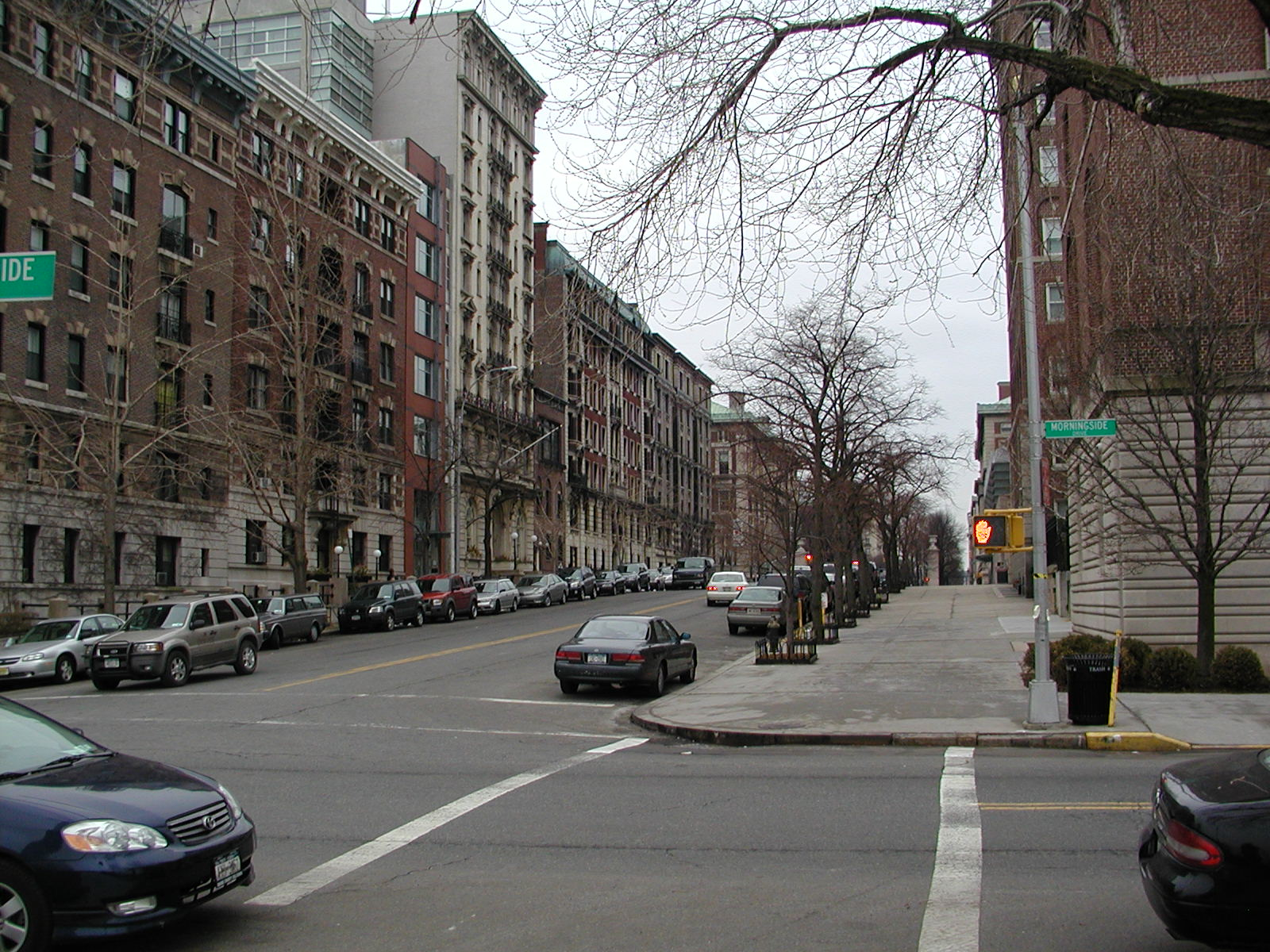
西116丁目 (en) のコロンビア大学の向かいの住宅

モーニングサイド・ハイツ (Morningside Heights) は、ニューヨーク市マンハッタン区の地区である。

## 概要
モーニングサイド・ハイツはアッパー・ウエスト・サイドの一部であるが、"グレーター・ハーレム" (Greater Harlem) の一部であると見なされることも多い。アッパー・イースト・サイドは110丁目が北端であるとする主張もある。この地区の東隣はモーニングサイド・パーク (en)、西隣はリバーサイド・パーク (en)（その西はハーレム）、 北隣はハーレム、南隣はアッパー・ウエスト・サイドである。その境界は、東端がモーニングサイド・ドライブ (en)、西端がリバーサイド・ドライブ (en)、北端が125丁目 (en)、南端が110丁目である。この地区の中心をブロードウェイが南北に貫いている。
この地区には、以下のような教育機関や病院、宗教施設が置かれている：コロンビア大学、ティーチャーズ・カレッジ (en)、バーナード・カレッジ (en)、マンハッタン音楽学校、バンク・ストリート・カレッジ (en)、"グラント将軍の墓" (en)、セント・ジョン・ザ・ディヴァイン大聖堂、リバーサイド教会、ブロードウェイ・プレスビテリアン教会 (Broadway Presbyterian Church)、ユニオン神学校、ユダヤ教神学院、インターチャーチ・センター (en)、およびセント・ルカ病院 (en) など。所在する教育機関の数が多いため、この地区はアカデミック・アクロポリス (Academic Acropolis) とも呼ばれている。学生街および住宅街としての性格を有している。

## 歴史
17世紀中は、この辺りの土地は領主の名前を取ってヴァンダーウォーターズ・ハイツ (Vandewater's Heights) と呼ばれていた。
1776年9月16日、ハーレムハイツの戦いはモーニングサイド・ハイツが主戦場であった。特に激しい戦闘は、現在のバーナード・カレッジの辺りの傾斜した小麦畑で起こった。117丁目とブロードウェイの位置にあるコロンビア大学の門の飾り額はこの戦いを追悼するものである。
"モーニングサイド・ハイツ"という呼び名は1890年代にこのエリアの開発が始まった時に付けられた。"ブルーミングデール" (Bloomingdale) という名前は、現在のコロンビア大学のメイン・キャンパス付近にあったブルーミングデール精神病院 (en) の辺りを指して使われていた。その他にも"モーニングサイド・ヒル" (Morningside Hill) および"リバーサイド・ハイツ" (Riverside Heights) という名前が使われていたこともあったが、統一的な名前はこの地区の開発が始まり大学のキャンパスが立て始められるまでは付けられなかった。やがて二つの名前が最も使われるものとして残った；二つの大学に支持された"モーニングサイド・ハイツ" (Morningside Heights) とSt. John'sおよびSt. Luke'sに支持された"カセドラル・ハイツ" (Cathedral Heights) である。1898年頃以降、モーニングサイド・ハイツという名称が最も一般に受け入れられるようになったが、St. John'sの教区だけはカセドラル・ハイツの名称を20世紀になるまで使い続けた。モーニングサイドという言葉は、このエリアの東端の、東に面した傾斜を持つ公園から来ている。この公園は、朝日によって斜面が照らされることから、モーニングサイド・パークと1870年にニューヨーク市公園局 (en) 職員がこの土地を調査し命名した。

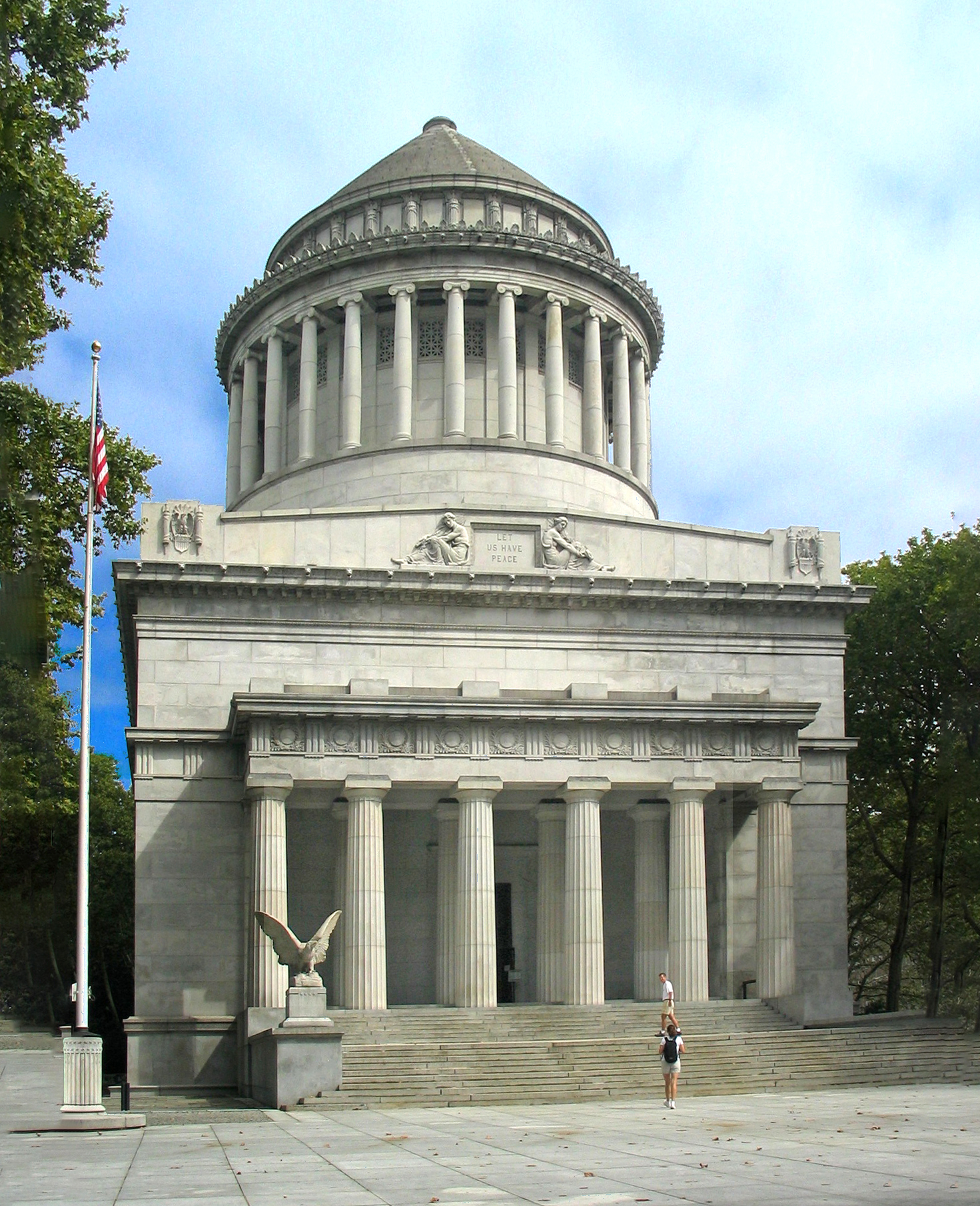
"グラントの墓" (Grant's Tomb) またはグラント将軍ナショナル・メモリアル (en) 。